# James Dunlop
James Dunlop, škotsko-avstralski astronom, * 31. oktober 1793, Dalry, Ayrshire, Škotska, † 22. september 1848, Boora Boora, Avstralija.

## Življenje in delo
Dunlop je bil sin tkalca Johna Dunlopa in njegove žene Janet, rojene Boyle. Osnovno šolo je končal v Dalryju. Pri štirinajstih je odšel v Beith na delo v tovarno preje. V Beithu je hodil tudi v večerno šolo, ki jo je vodil Gardiner. Že zelo zgodaj se je začel zanimati za astronomijo in leta 1810 je izdelal daljnoglede. Leta 1820 je spoznal sira Thomasa Brisbanea. Brisbane ga je imenoval za drugega znanstvenega pomočnika kot je leta 1821 odšel v Sydney za guvernerja.
Kmalu po prihodu v Sydney je Brisbane v Paramatti (sedaj Parramatta) zgradil observatorij, Dunlop pa je začel z opazovanji tedaj malo znanega južnega neba. Prvi pomočnik Rümker je kmalu odšel leta 1823, tako da je bil Dunlop odgovoren za astrometrična opazovanja in vzdrževanje observatorija ter inštrumentov. Dunlop ni bil izšolan astronom in je imel pomankljivo matematično znanje. Opazovanj se je naučil od Rümkerja in Brisbanea. Med junijem 1823 in februarjem 1826 je opravil 40.000 opazovanj in katalogiziral približno 7385 zvezd, od katerih je bilo 166 dvojnih in meritev več svetlih teles globokega neba blizu svetlih zvezd, ki jih je katalogizoral. V začetku marca 1826 je zapustil Observatorij Paramatta in nadaljeval z delom na svojem domu v ulici Hunter Street v Paramatti. Tu je v naslednjih 18 mesecih začel organizirati lastna opazovanja dvojnih zvezd in teles globokega neba. Skonstruiral je daljnogled in drugo opremo.
brisbane je pred zadnjim odhodom iz Sydneyja decembra 1825 prodal vse svoje inštrumente vladi, tako da je lahko observatorij nadaljeval z delom. Med inštrumenti je bil tudi 80 mm (3¼ palčni) zrcalni daljnogled z ekvatorialno namestitvijo, ki sta ga Rümker in kasneje Dunlop uporabljala pri pomembnih meritvah dvojnih zvezd. Maja 1826 se je Rümker vrnil v observatorij in sedem mesecev kasneje so ga imenovali za prvega vladnega astronoma Novega Južnega Walesa, čeprav službe uradno ni zasedal zaradi zavlačevanj njegovih britanskih službodajalcev.
Dunlop je zapustil Sydney februarja 1827 in odšel na Škotsko.Štiri leta je bil zaposlen v Brisbaneovem observatorju. 29. oktiobra 1829 je prvi v Združenem kraljestvu ponovno odkril Enckejev komet. Njegova opazovanja zvezd južnega neba sta temeljito pregledala John Herschel in Maclear v Južni Afriki.
Aprila 1831 so Dunlopa imenovali za predstojnika Vladnega observatorija v Parramatti. V Sydney je prispel 6. novembra 1831. Stanje v observatoriju je bilo slabo. Popravil je poslopje in začel z delom. Okoli leta 1835 se mu je zdravstveno stanje poslabšalo. Ni imel pomočnikov, pa tudi poslopje je začelo razpadati. Avgusta 1847 je dal odpoved in odšel živeti na Brisbane Waters. Leta 1816 se je poročil s svojo sestrično Jean Service, ki ga je preživela.

## Priznanja
Leta 1832 so ga izbrali za člana Kraljeve družbe v Edinburgu.

### Nagrade
Kraljeva astronomska družba mu je 8. februarja 1828 podelila Zlato medaljo. John Herschel je med podelitvijo zelo dobro ocenil Dunlopovo delo v Novem Južnem Walesu.
Leta 1833 je od danskega kralja prejel medaljo, leta 1835 pa medaljo Kraljevega francoskega inštituta.